# Аталык-Эли-Беш-Куртка
Аталы́к-Эли́-Беш-Куртка́ (укр. Аталик-Елi-Беш-Куртка, крымскотат. Atalıq Eli Beş Qurtqa, Аталыкъ Эли Беш Къурткъа) — исчезнувшее село в Нижнегорском районе Республики Крым, располагавшееся на востоке центральной части района, в степном Крыму, примерно в 2 километрах к юго-востоку от современного села Желябовка.

## История
Первое документальное упоминание села встречается в Камеральном Описании Крыма… 1784 года, судя по которому, в последний период Крымского ханства Аталык Эли входил в Кучук Карасовский кадылык Карасъбазарскаго каймаканства. После присоединения Крыма к России (8) 19 апреля 1783 года, (8) 19 февраля 1784 года, именным указом Екатерины II сенату, на территории бывшего Крымского Ханства была образована Таврическая область и деревня была приписана к Левкопольскому, а после ликвидации в 1787 году Левкопольского — к Феодосийскому уезду Таврической области. После Павловских реформ, с 1796 по 1802 год, входила в Акмечетский уезд Новороссийской губернии. По новому административному делению, после создания 8 (20) октября 1802 года Таврической губернии, Аталык-Эли-Беш-Куртка был включён в состав Урускоджинской волости Феодосийского уезда.
По Ведомости о числе селении, названиях оных, в них дворов… состоящих в Феодосийском уезде от 14 октября 1805 года , в деревне Аталык-Эли-беш-курка числилось 5 дворов и 44 жителя. На военно-топографической карте генерал-майора Мухина 1817 года обозначены 2 деревни Бешкурта  с 45 дворами в обеих. После реформы волостного деления 1829 года Аталик Эли Бешкуртке, согласно «Ведомости о казённых волостях Таврической губернии 1829 года», отнесли к Бурюкской волости (переименованной из Урускоджинской). На карте 1836 года обозначены развалины деревна, а на карте 1842 года Аталык-эли-Бешкуртка обозначен условным знаком «малая деревня», то есть, менее 5 дворов. На карте 1865 года на месте деревни уже обозначены развалины и в дальнейшем в доступных источниках не встречается.